# Гнилякевич, Михаил Павлович
Михаил Павлович Гнилякевич (6 февраля 1887, д. Осташино, Новогрудский уезд, Минская губерния — 11 августа 1945) — государственный деятель БССР.

## Биография
Родился 6 февраля 1887 года в деревне Осташино Новогрудского уезда Минской губернии.
В 1907–1914 гг. работал на заводах Петербурга, за участие в революционном движении, сидел в тюрьме. Член КПСС с 1912 года.
С 1914 г. в армии. Участник Октябрьской революции, один из организаторов Красной гвардии в Петрограде. Участвовал в боях против Каледина.
С 1919 года на партийной и профсоюзной работе в БССР. С мая 1929 года — нарком труда БССР, в марте 1931 — сентябре 1933 гг. секретарь ЦИК БССР. С 1933 г. на партийной и профсоюзной работе в РСФСР. Член ЦК КПБ в 1924–1927, 1930–1932 гг. Член ЦКК КПБ в 1927–1930, 1932–1933 гг. и её Президиума в 1929–1930, 1932–1933 гг. Член ЦИК БССР в 1922–1923 гг. и его Президиума в 1931-1933 годах.
26 января—10 февраля 1934 года делегат XVII съезда ВКП(б) с решающим голосом.